# Cuora mccordi
Cuora mccordi là một loài rùa trong họ Emydidae. Loài này được Ernst mô tả khoa học đầu tiên năm 1988.

## Hình ảnh

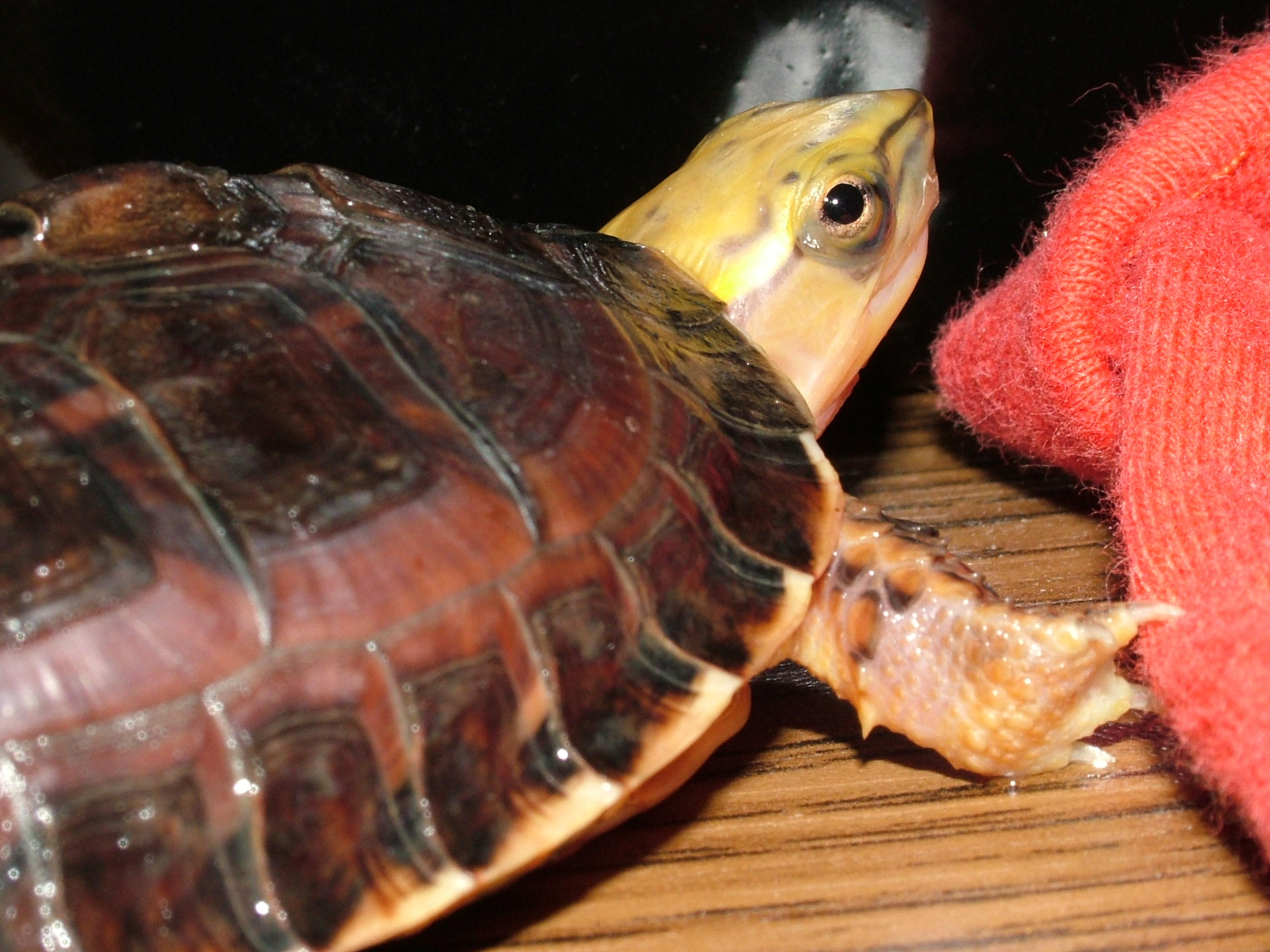